# Ponte Alessandro III
Il ponte Alessandro III è un ponte di Parigi sulla Senna, che collega il Grand Palais e il Petit Palais all'Hôtel des Invalides.
L'imponente costruzione, destinata a celebrare l'alleanza franco-russa firmata dallo zar Alessandro III di Russia e dal presidente francese Marie François Sadi Carnot, è in stile Art Nouveau ed è riccamente decorata. Sui quattro piloni si trovano le rappresentazioni della Francia medievale, di quella rinascimentale, di quella assolutista del re Sole e infine di quella moderna.
La prima pietra fu posata dallo zar Nicola II. Il ponte fu finalmente inaugurato in occasione della grande Esposizione Universale del 1900. Fu il primo ponte ad attraversare la Senna con una campata unica. È stato dichiarato monumento storico nel 1975.
Il ponte ha cambiato diverse volte colore, dal grigio iniziale al verde-bruno al grigio perla. Ha ripreso il suo colore originale in occasione del suo totale restauro nel 1998.

## Decorazioni
Gli architetti Joseph Cassien Bernard e Gaston Cousin ricevettero l'incarico della parte decorativa alla fine del 1896 e iniziarono il loro lavoro nel marzo 1897, dopo l'aggiudicazione dei lavori della parte metallica. La parte strutturale era stata stabilita molto prima, nel 1895, quando gli ingegneri Résal e Alby erano stati assunti al servizio dell'Esposizione.
Il carattere urbano dell'opera, che fungeva da riferimento all'Esposizione universale, portò a trattare con accuratezza la sua decorazione. I due architetti fornirono una decorazione abbondante, il che consente di confermare il giudizio di Jean Résal:
((FR)  Jean Résal, Considérations sur 'esthétique des constructions métalliques, pp. 253-272, "Annales des ponts e chaussées", 1918 Gallica)
Il ponte è illuminato da 32 candelabri in bronzo, realizzati dalla ditta Lacarrière, nota anche per la realizzazione del lampadario monumentale dell'Opéra Garnier.
Le quattro fame in cima ai pilastri d'ingresso rappresentano:
- riva destra, a monte: La fama delle arti, di Emmanuel Frémiet;
- riva destra, a valle: La fama delle scienze, di Emmanuel Frémiet;
- riva sinistra, a monte: La fama nel combattimento, di Pierre Granet;
- riva sinistra, a valle: Pegaso tenuto dalla Fama della Guerra,[2] di Léopold Steiner (dal momento del suo decesso il gruppo è stato completato da Eugène Gantzlin).

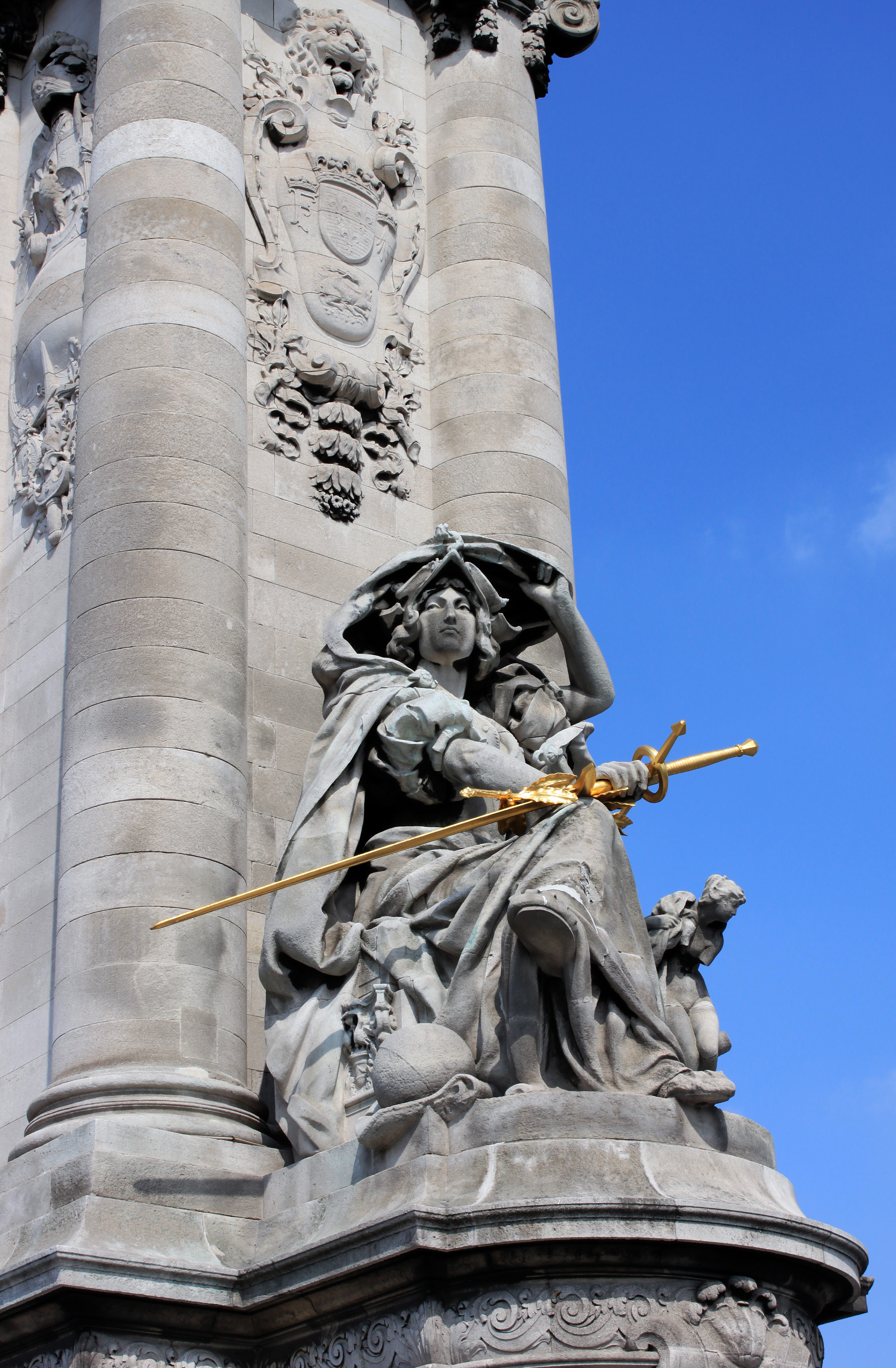
La Francia del Rinascimento di Jules-Félix Coutan.

Le decorazioni alla base dei quattro piloni hanno per tema:
- riva destra, a monte: La Francia del Medioevo (Alfred-Charles Lenoir) ;
- riva sinistra, a monte: La Francia nel Rinascimento (Jules Coutan) ;
- riva sinistra, a valle: La Francia sotto Luigi XIV (Laurent Marqueste);
- riva destra, a valle: La Francia moderna (Gustave Michel).

I gruppi di leoni condotti da bambini all'ingresso del ponte hanno per autori:
- riva sinistra: Jules Dalou;
- riva destra: Georges Gardet.

I diversi gruppi in bronzo o rame scaglionati sul ponte sono:
- Gli amori che sostengono i quattro lampadari, di Henri Désiré Gauquié;
- Quattro geni con pesci e crostacei, di Léopold Morice e André Massoulle;
- al centro a monte: Ninfe della Neva con le arme della Russia, di Georges Récipon;
- al centro a valle: Ninfe della Senna con le arme di Parigi, di Georges Récipon.

## Iconografia

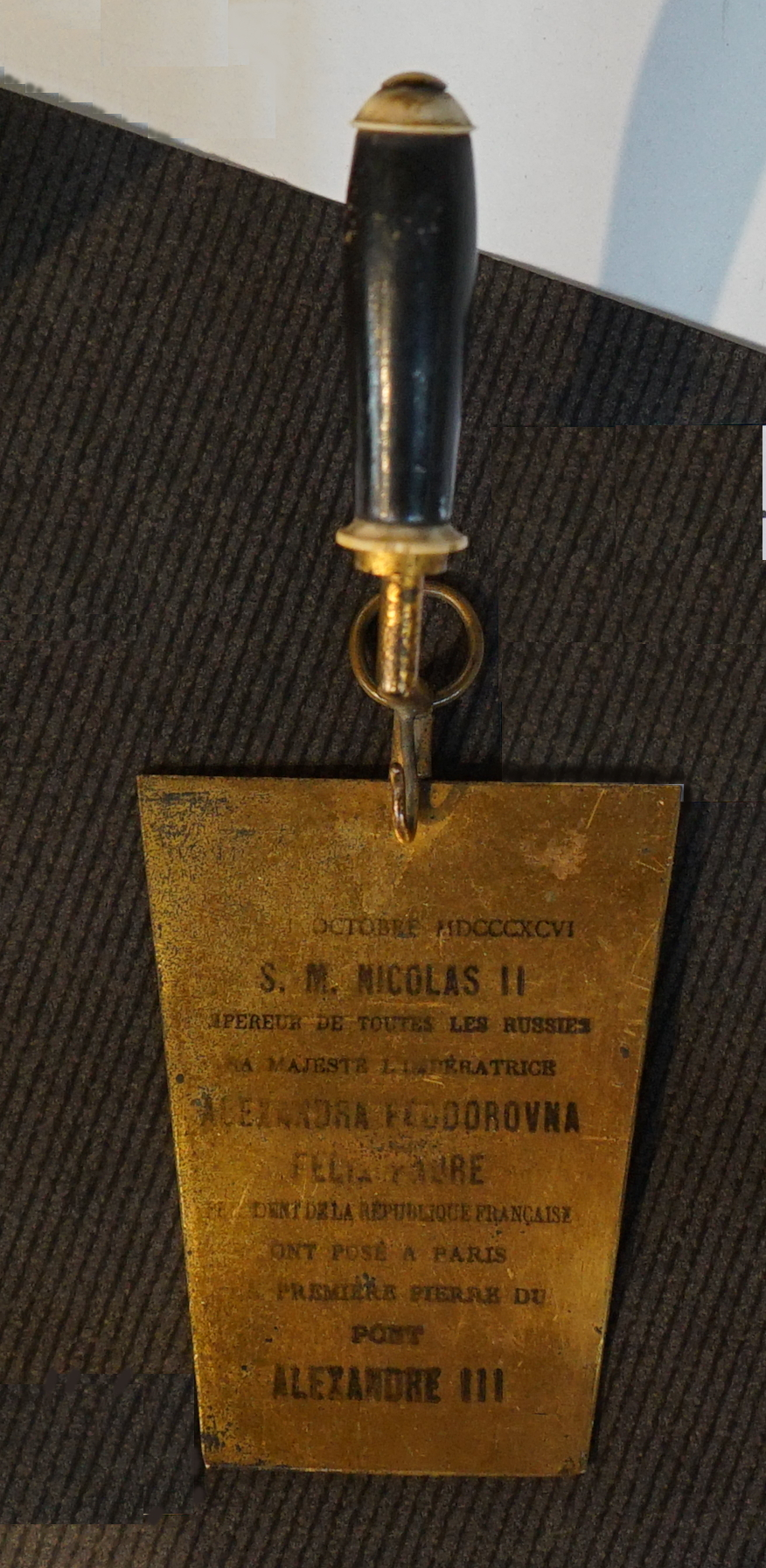
Cazzuola commemorante la posa della prima pietra, dono degli sposi imperiali.

Una medaglia dell'incisore Daniel Dupuis commemora la posa della prima pietra del ponte. Essa porta le figure allegoriche della Pace, della Francia e della Russia come la Ninfa della Senna e vedute dell'opera progettata. Un esemplare è conservato nel museo Carnavalet (ND 865).

## Galleria d'immagini

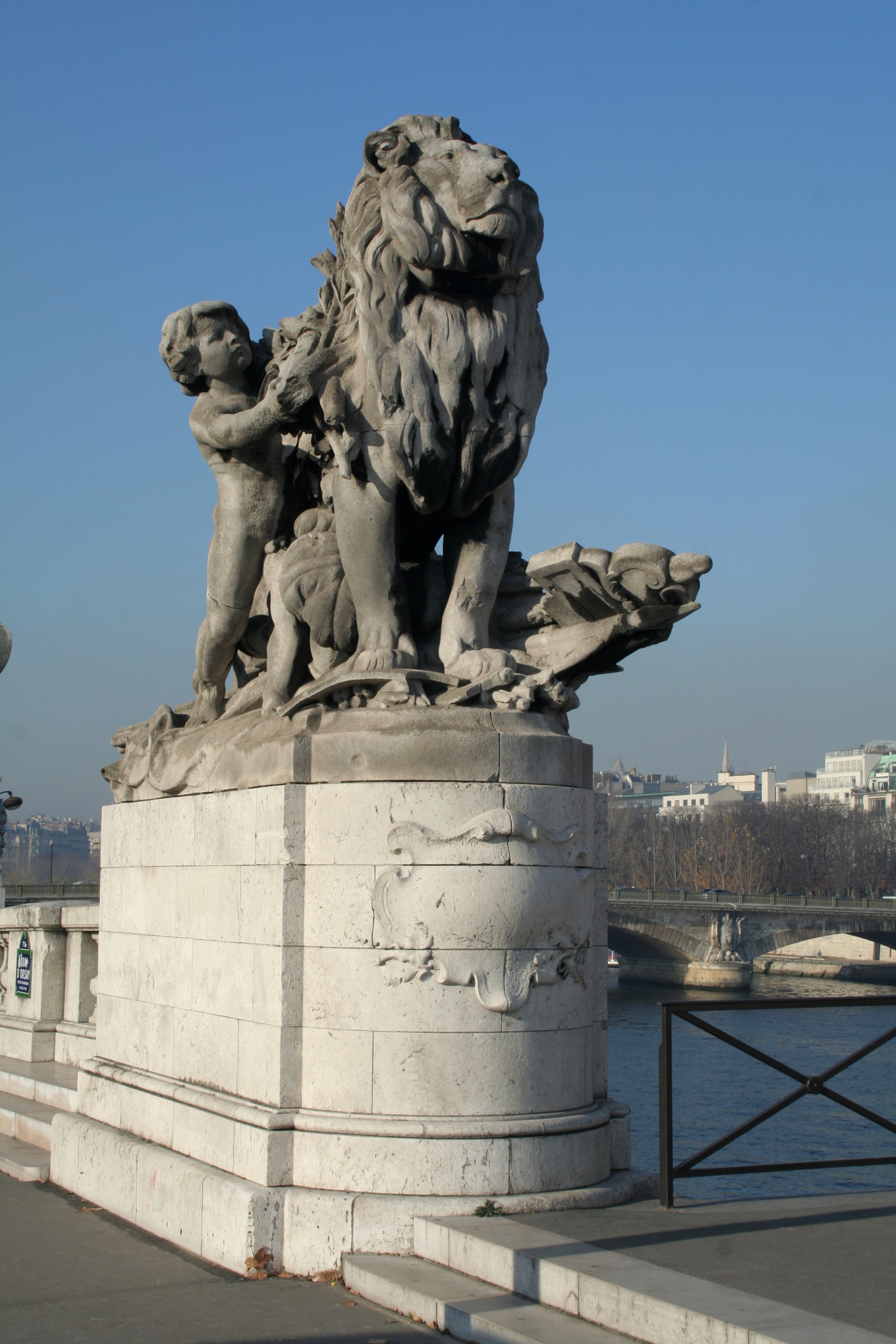
Riva sinistra, Leone condotto da un fanciullo
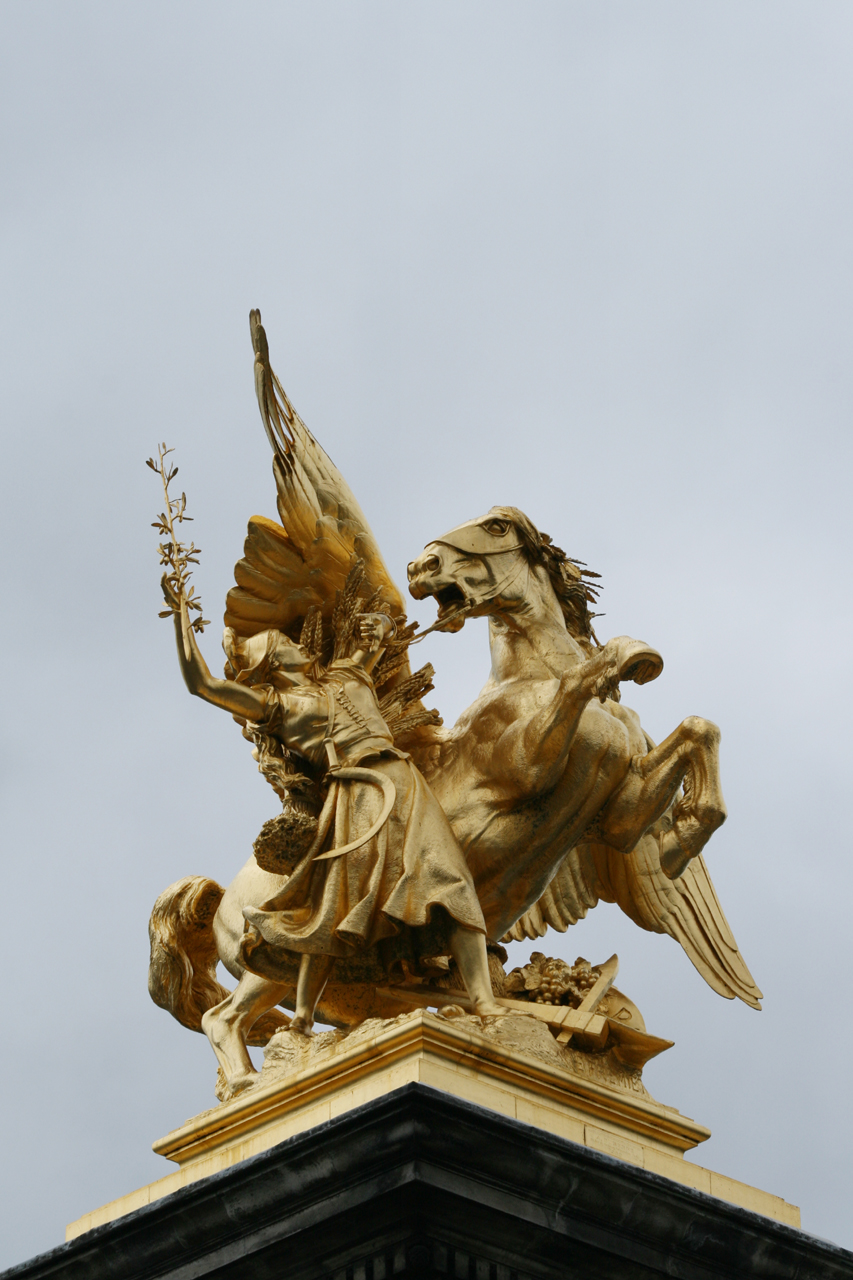
Riva destra a valle: L'agricoltura
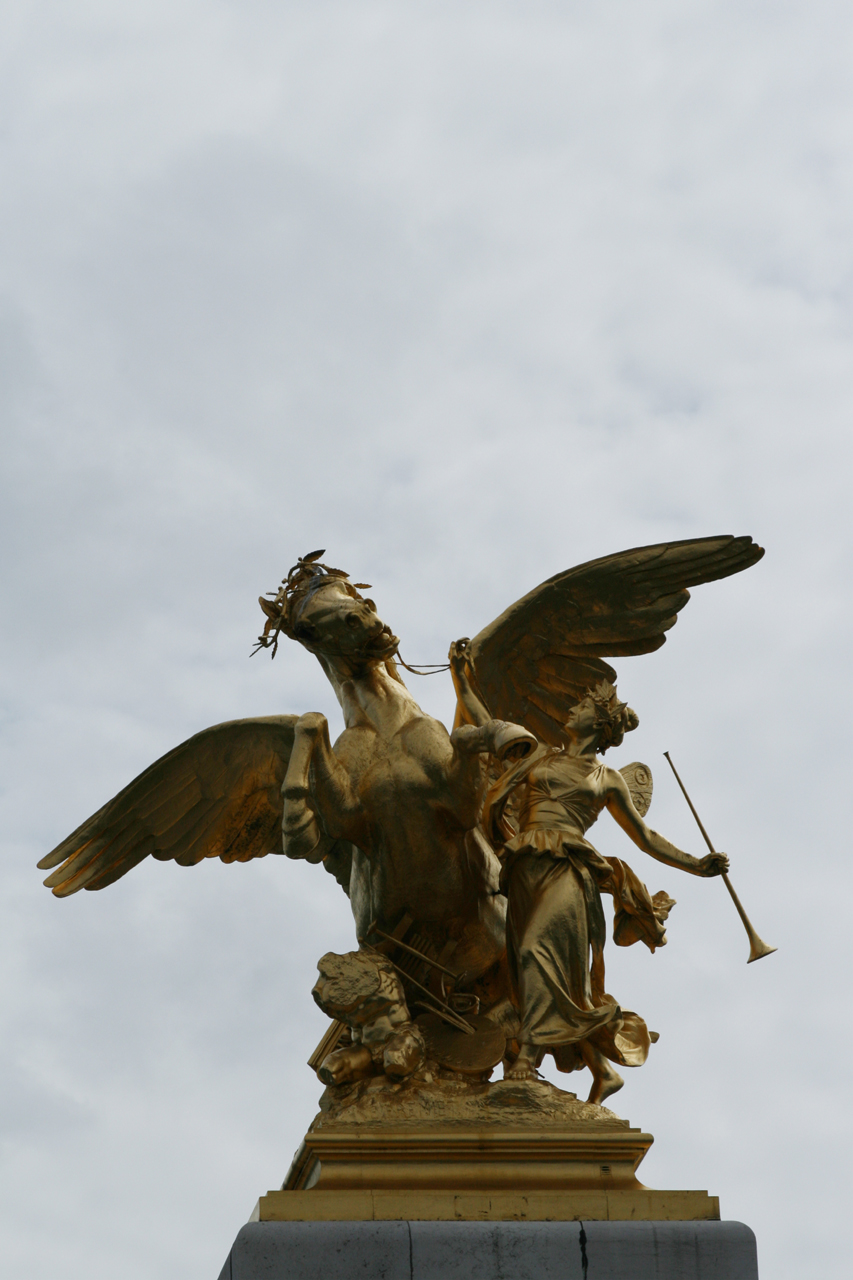
Riva destra a monte: Le arti
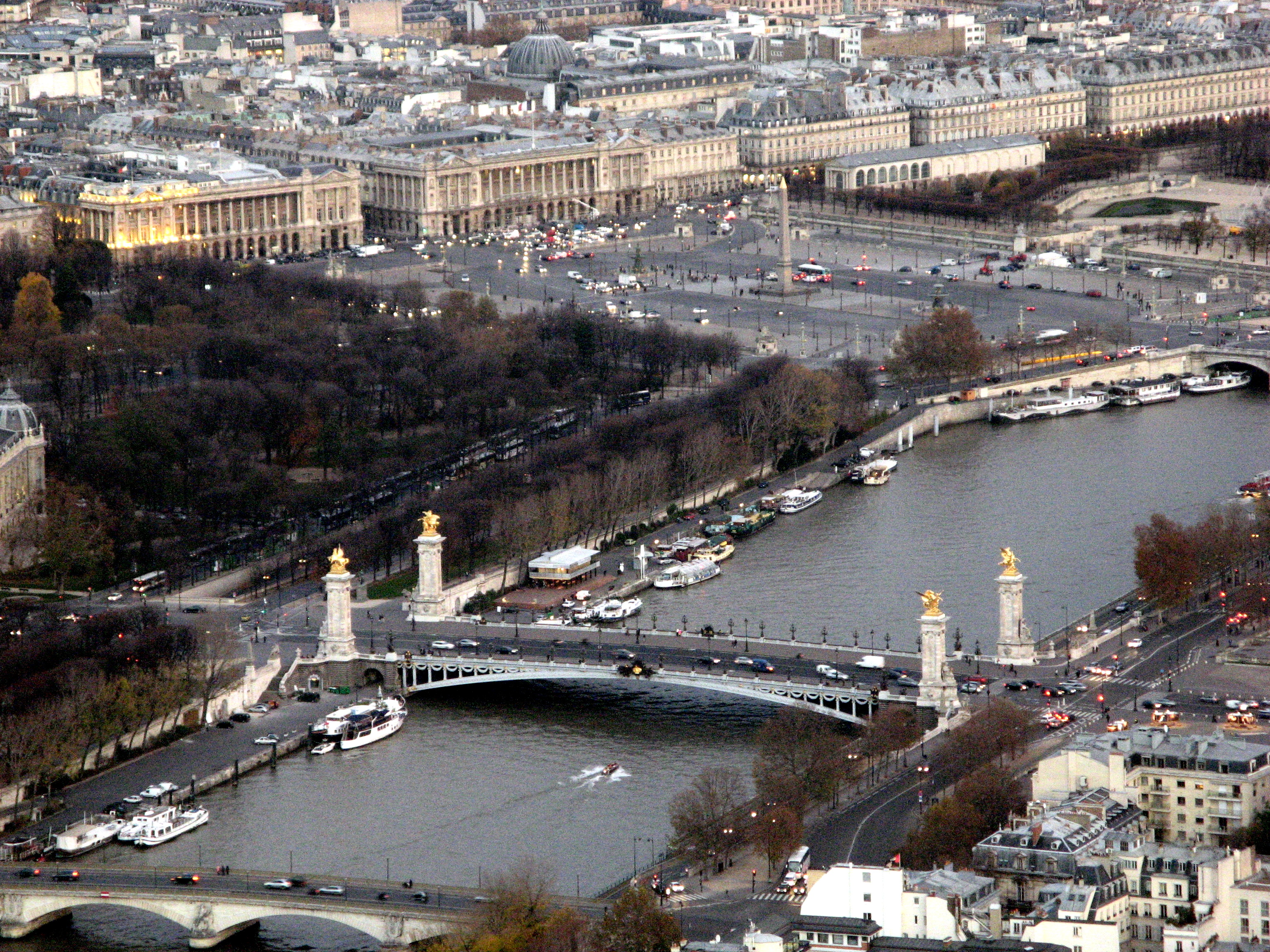
Panoramica con Place de la Concorde
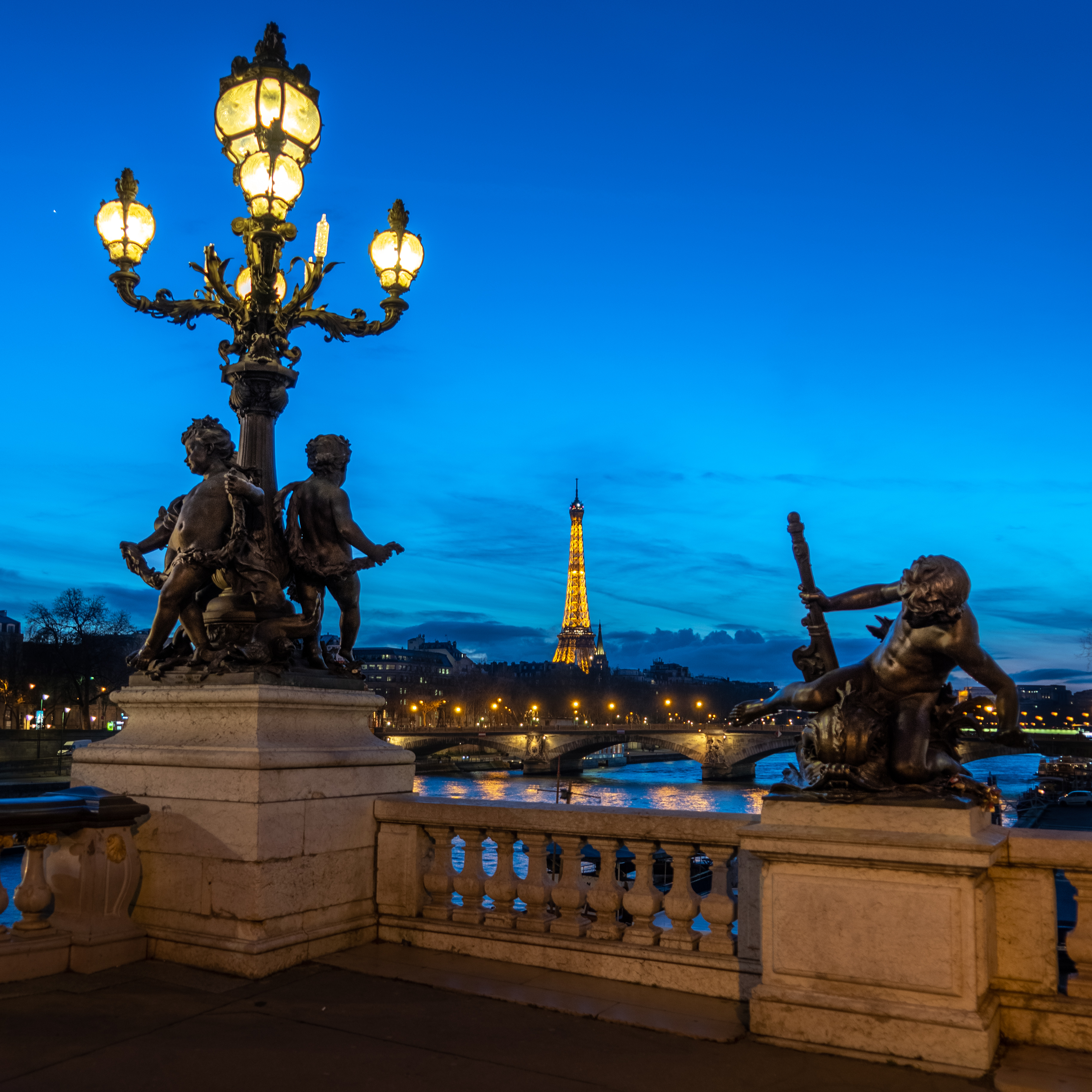
Panoramica con la Senna e la Tour Eiffel
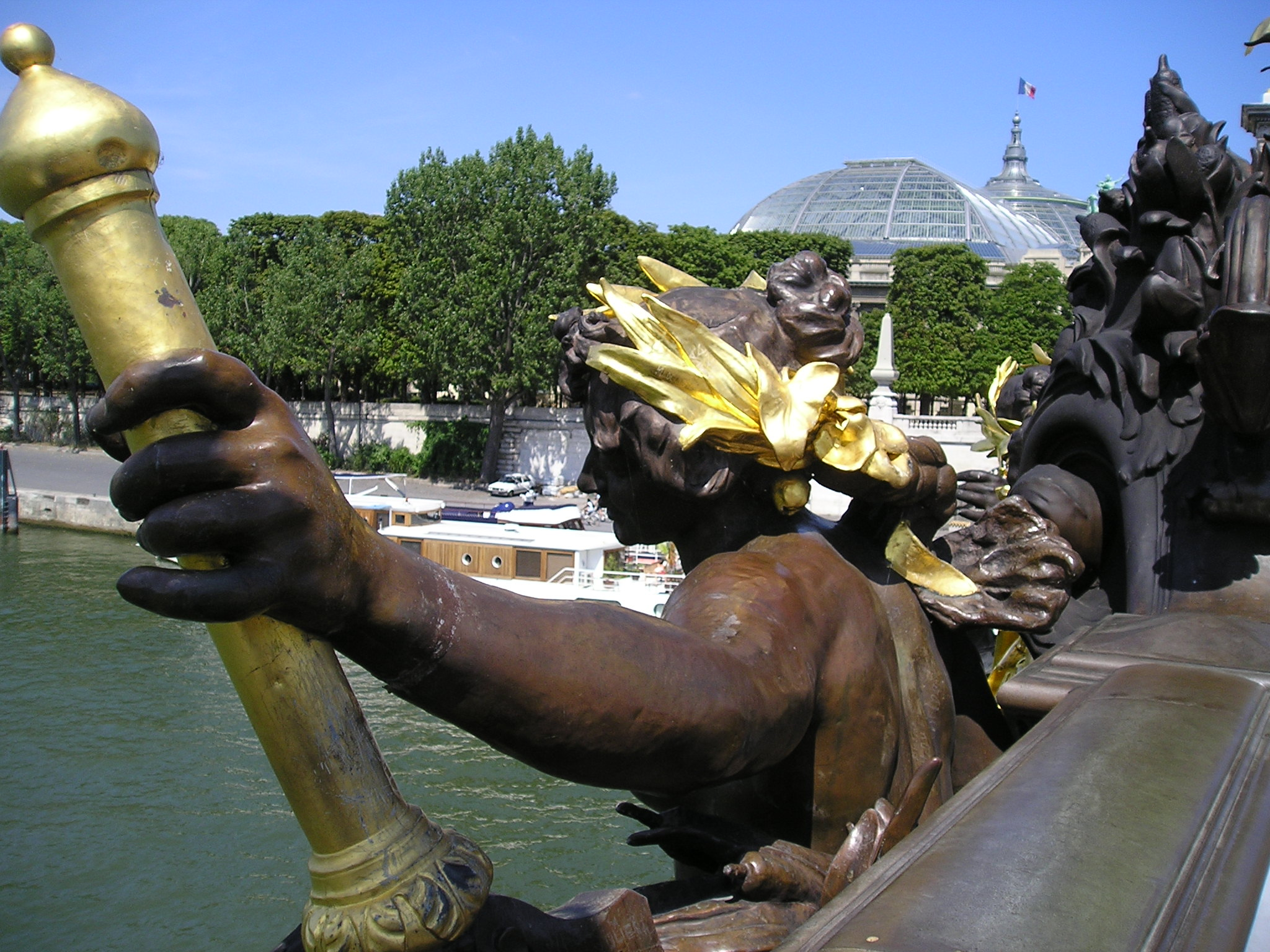
Dettaglio di una decorazione
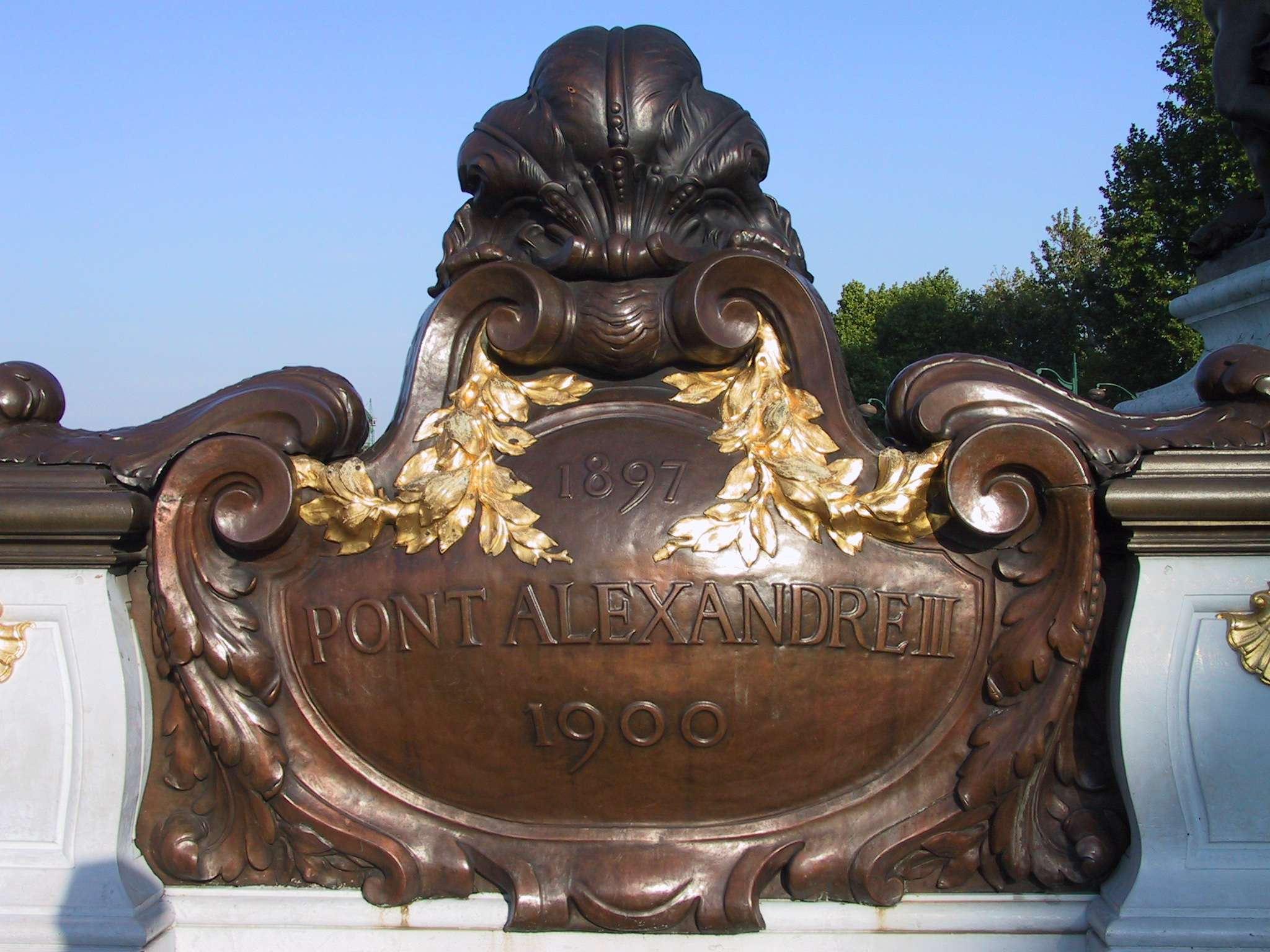
La targa di inaugurazione
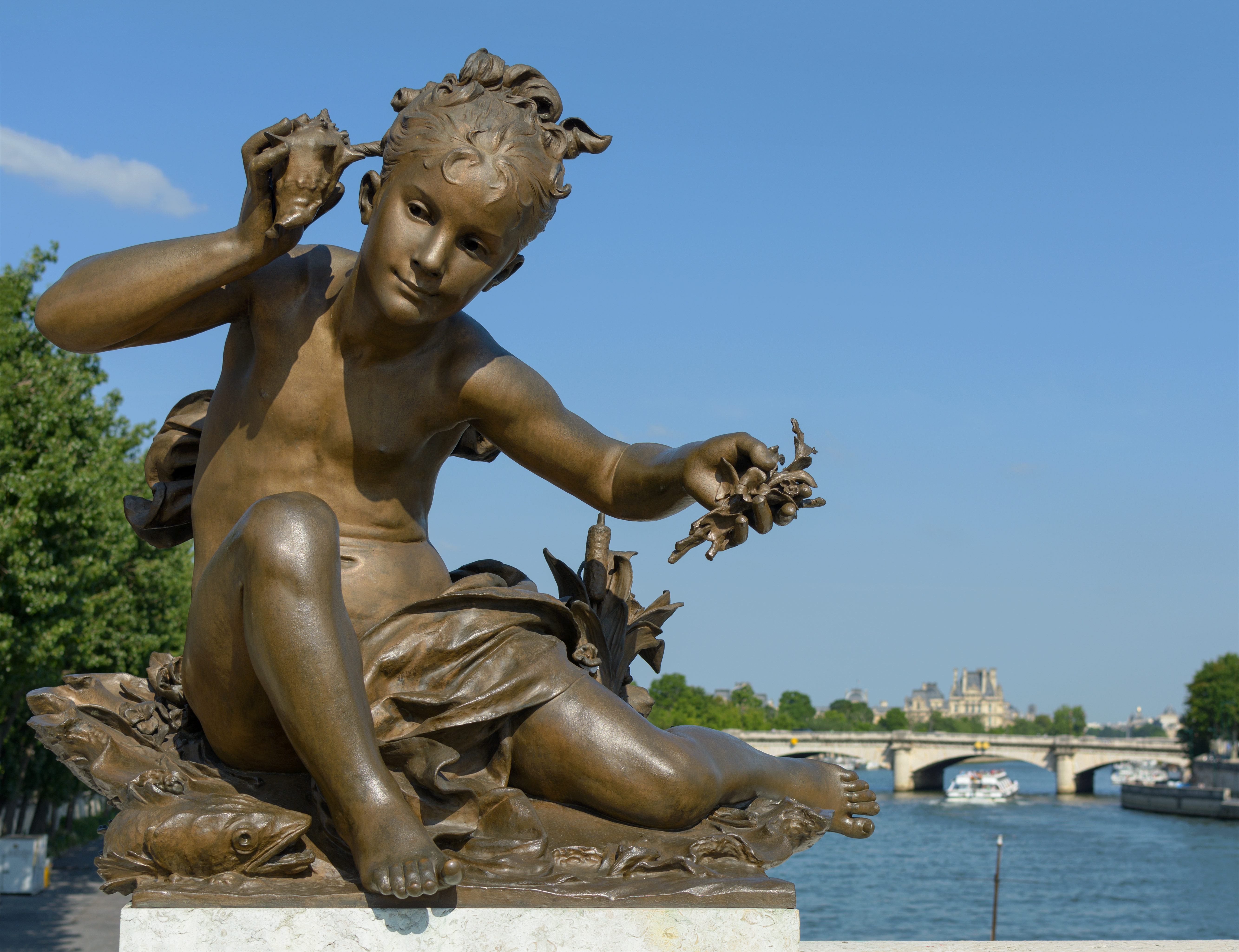
Dettaglio di una decorazione
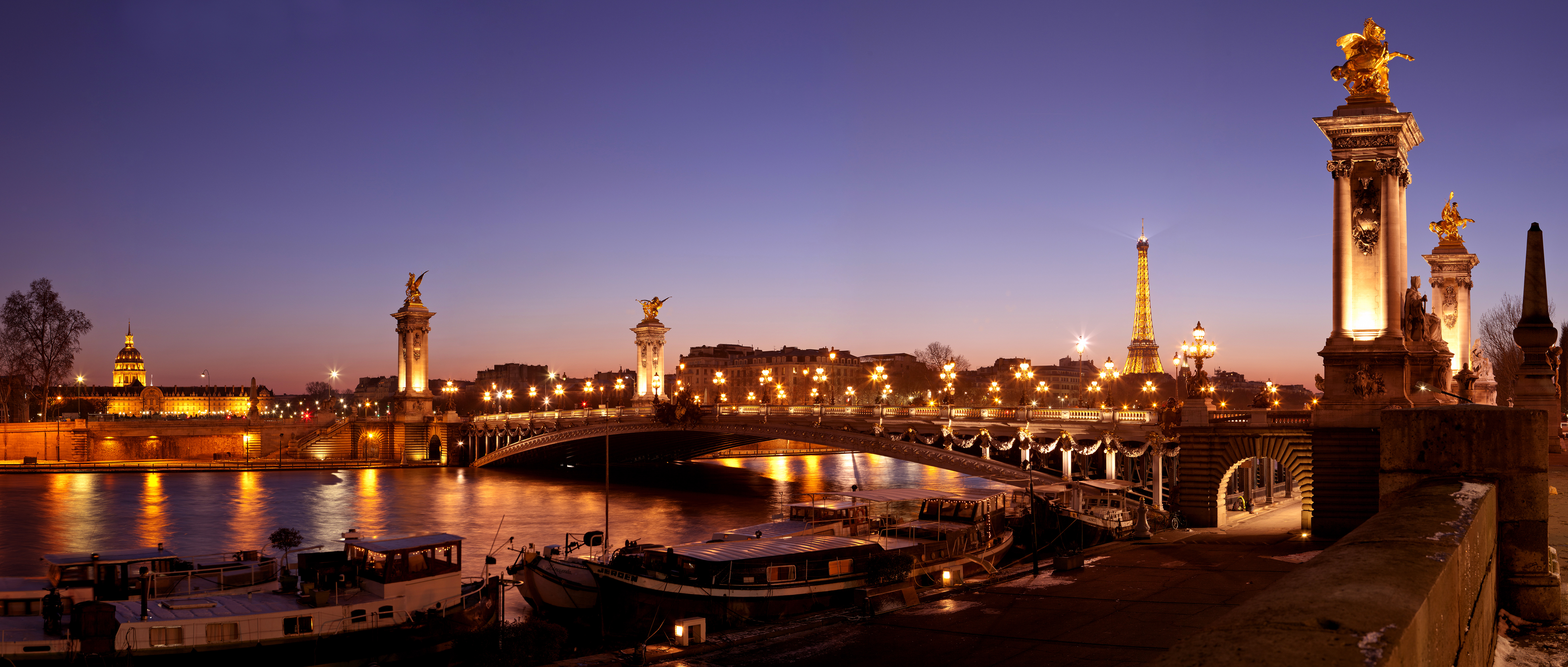
Il ponte visto di notte

## Eventi sportivi

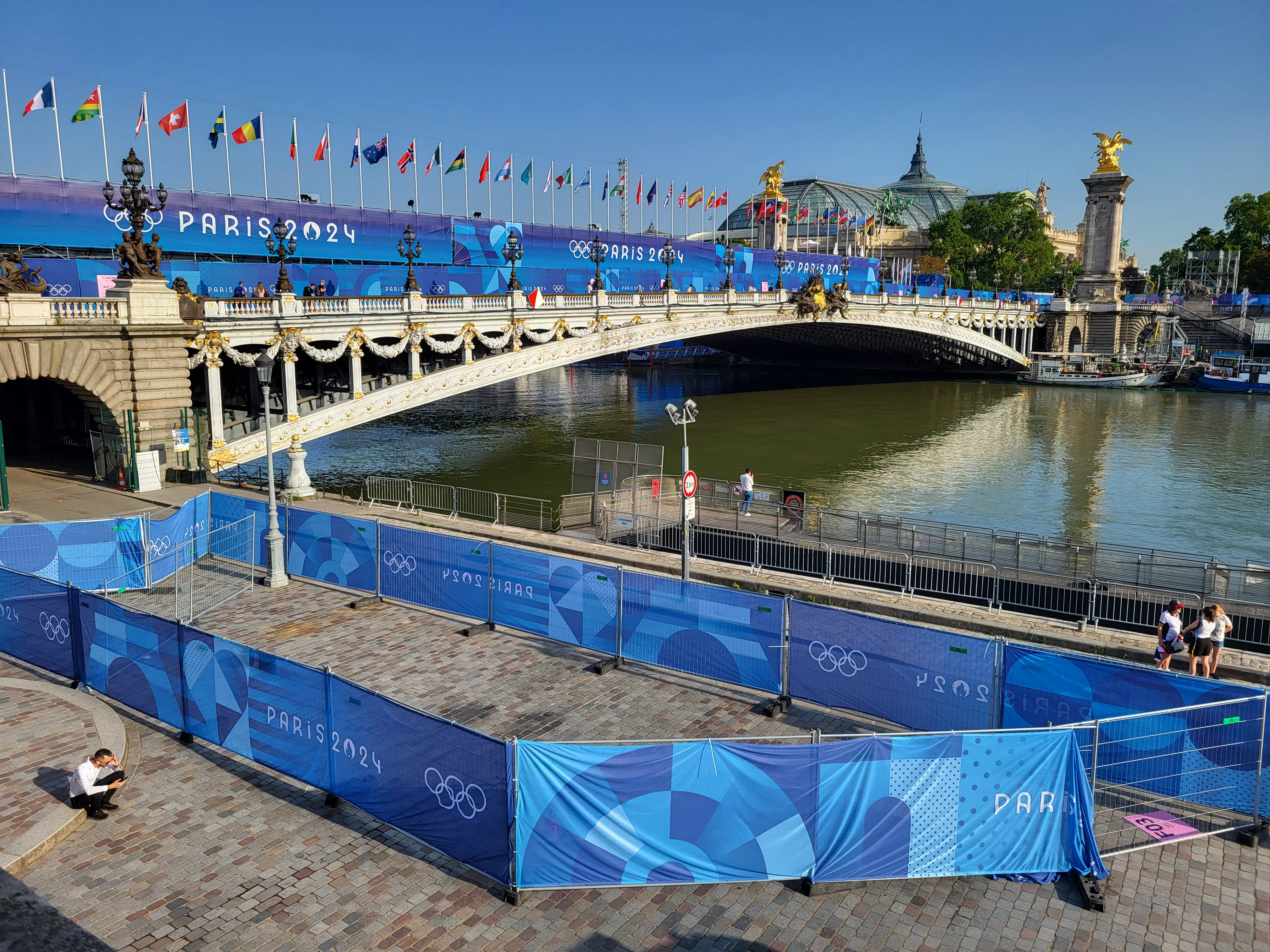
Il ponte Alessandro III durante le gare olimpiche di triathlon del 2024.

Il 27 luglio 2024, in occasione dei Giochi della XXXIII Olimpiade, il ponte è stato il punto d'arrivo delle prove a cronometro di ciclismo, mentre tra il 30 luglio e il 9 agosto ha ospitato le gare di triathlon e le maratone di nuoto. Il 1º e il 2 settembre è stata invece la sede delle gare di paratriathlon dei XVII Giochi paralimpici estivi.

## Il ponte nella cultura di massa

### Cinema
Il ponte è in evidenza nei film:
- 1938: Les Gangsters de l'expo di Émile-Georges De Meyst, film belga che si svolge nel quadro dell'Esposizione Universale di Parigi del 1937
- 1957: Cenerentola a Parigi di Stanley Donen[5]
- 1966: Parigi brucia? di René Clément[5]
- 1985: 007 - Bersaglio mobile di John Glen, con Roger Moore nel ruolo di James Bond.
- 1994: Prêt-à-porter di Robert Altman, nel quale si vede Jean-Pierre Cassel morire in auto e Marcello Mastroianni tuffarsi nella Senna.
- 1997: Anastasia di Don Bluth e Gary Goldman, il ponte è il luogo della lotta finale di fronte a Rasputin.
- 1998: Ronin di John Frankenheimer[5]
- 2000: Jet Set di Fabien Onteniente
- 2004: Una lunga domenica di passioni di Jean-Pierre Jeunet
- 2005: Angel-A di Luc Besson
- 2009: Banlieue 13 Ultimatum di Patrick Alessandrin
- 2011: Midnight in Paris di Woody Allen
- 2012: La cuoca del presidente di Christian Vincent
- 2012: Main dans la main di Valérie Donzelli
- 2012: Holy Motors di Leos Carax
- 2016: Mister Chocolat di Roschdy Zem

### Musica leggera
- La cantante inglese Adele vi ha girato il video della sua ballata Someone like you (2011) .
- Il video di C'est bientôt la fin, da Mozart, l'opéra rock, è stato girato sopra e intorno al ponte.
- Mariah Carey vi ha girato la sua clip per la canzone Say Something nel 2006 con interpreti Pharrell Williams e Snoop Dogg.